# XING
XING（原名OPEN Business Club AG，简称OpenBC，于2006年11月17日更名为XING）是一个以就业为导向的德国社交网站，为小世界网络方面的专业人士提供服务。其用户遍及200多个国家。可用语言包括荷兰语、英语、芬兰语、法语、德语、匈牙利语、意大利语、日语、西班牙语、朝鲜语、波兰语、俄语、简体中文、瑞典语和土耳其语16种语言。
XING的主要竞争对手是美国的领英和欧洲的Viadeo。约76％的页面访问量来自德国，90％来自德语区。

## 发展历史
| 时间   | 销售额（€） | 雇员数 |
| ------ | ----------- | ------ |
| 2008年 | 35.3亿      | 174    |
| 2009年 | 45.1亿      | 265    |
| 2010年 | 54.3亿      | 306    |
| 2011年 | 66.2亿      | 456    |
| 2012年 | 73.3亿      | 513    |
| 2013年 | 84.8亿      | 571    |
| 2014年 | 101.4亿     | 649    |

2003年8月，原名为OpenBC（英文全称：OPEN Business Club AG）的XING在德国汉堡成立，创始人为Lars Hinrichs。2003年11月1日，XING正式发布其服务。2006年11月17日，OpenBC更名为XING。
XING吸引了大量德语媒体的关注，在德语区开始变得流行起来。2006年7月，XING在欧洲和远东的用户总量突破了150万大关。
2006年12月7日，XING以30欧元的发行价上市（IPO）。股票代号是O1BC.DE，国际证券识别码是DE000XNG8888。XING成为第一个在欧洲上市的Web2.0公司。
2007年1月23日，XING股份公司收购了土耳其的著名社交网络业务cember.net。
2007年3月，XING收购了西班牙的社交网络业务Conozco并准备在接下来的12个月内将Conozco的用户吸引到XING。
2007年6月，XING收购了西班牙的另外一个社交网络业务Neurona。 2008年3月31日，Neurona的用户全部迁移至XING中。
2008年1月，XING收购了土耳其的社交网络业务Cember。 2008年7月26日，Cember用户全部迁移至XING中。

## 小部件
XING 移动允许用户通过移动端使用XING的功能，XING 移动支持HTML 3.2、XHTML MP 1.0和WML 1.1。XING 插件是一个用于与Lotus Notes、Microsoft Outlook、Windows Address Book和Outlook Express上的联系人同步的免费插件。